# Rotronics Wafadrive

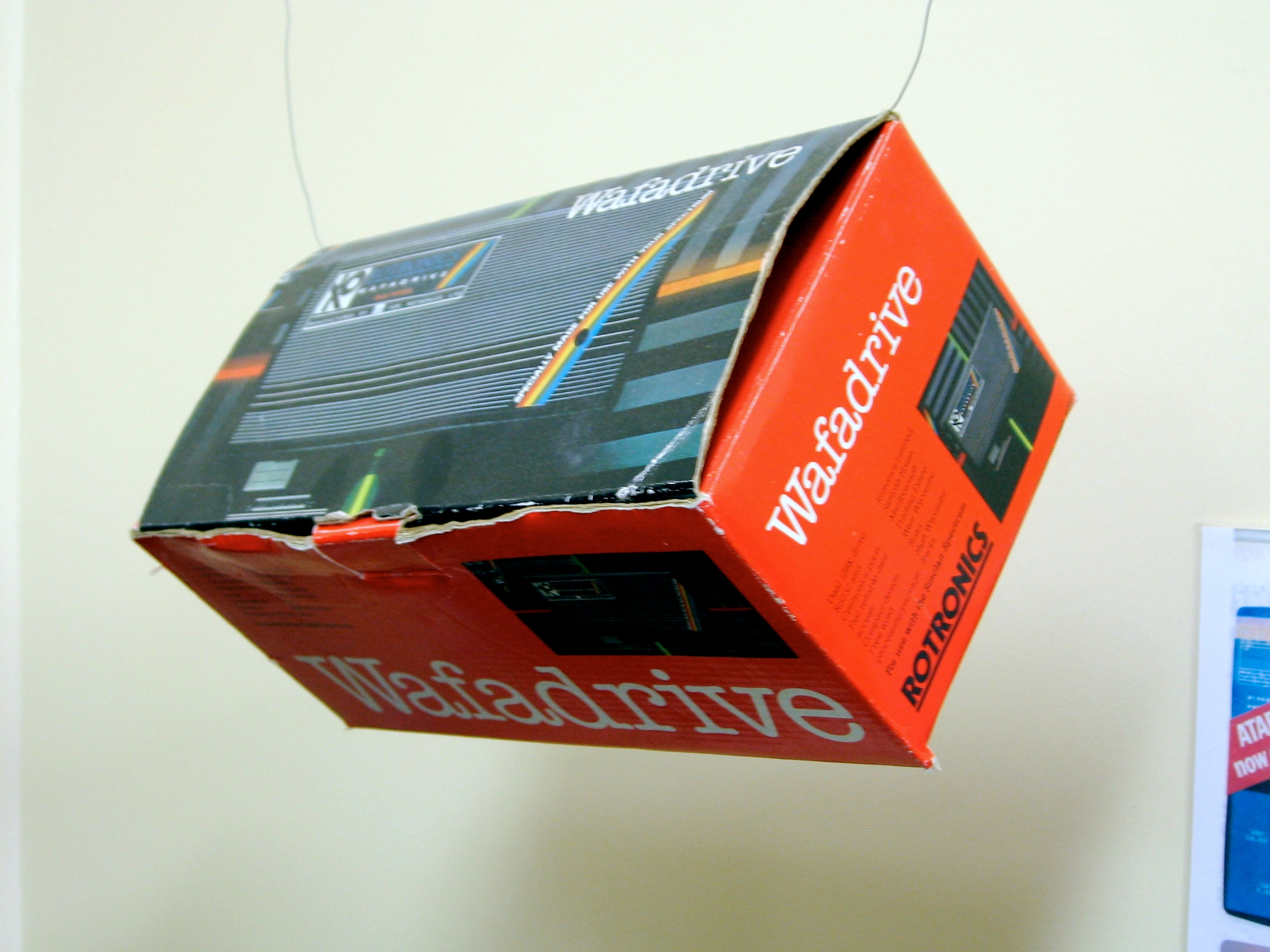
Embalagem do Rotronics Wafadrive.

O Rotronics Wafadrive, lançado em fins de 1984, foi um periférico projetado para uso com o computador doméstico Sinclair ZX Spectrum e que pretendia competir com a ZX Interface 1 e o ZX Microdrive produzidos pela Sinclair.

## Características
O Wafadrive consistia de duas unidades de "fita contínua", uma interface RS-232 e porta paralela Centronics. 
As unidades podiam mover a fita em duas velocidades: alta, para busca sequencial, e baixa, para leitura/gravação, a qual era significativamente mais lenta do que a do Microdrive. Os cartuchos (ou "wafers"), os mesmos usados nos dispositivos Entrepo stringy floppy para outros microcomputadores, eram fisicamente mais largos do que os cartuchos do Microdrive. Estavam disponíveis em três diferentes capacidades (nominais): 16 KiB, 64 KiB ou 128 KiB.
O mesmo mecanismo de acionamento, fabricado pela BSR, e os cartuchos, foram usados num dispositivo similar conhecido como Quick Data Drive (QDD), projetado para conectar-se à porta serial do computador doméstico Commodore 64.